# Planetarium Merseburg

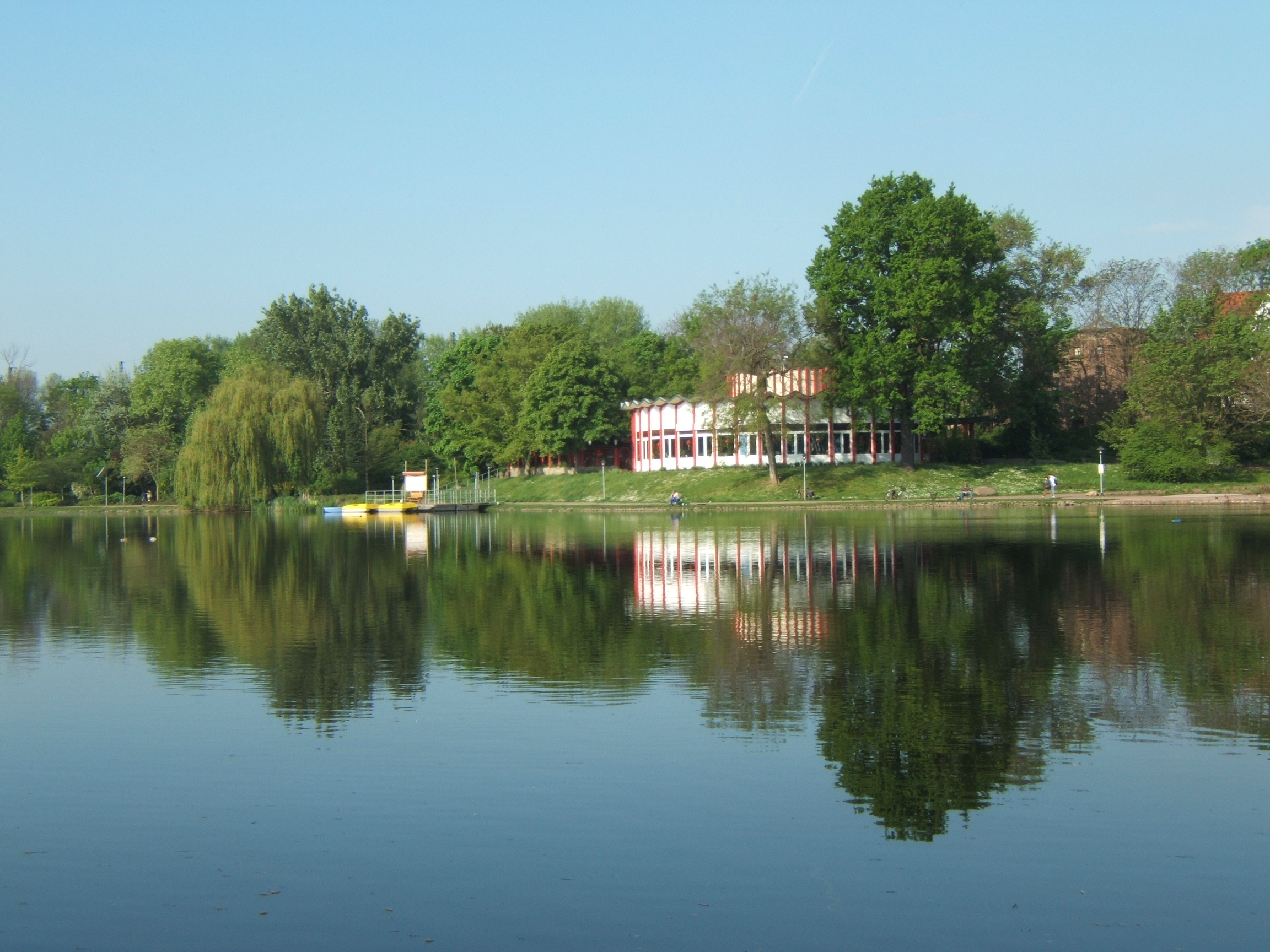
Außenansicht des Planetariumsgebäudes

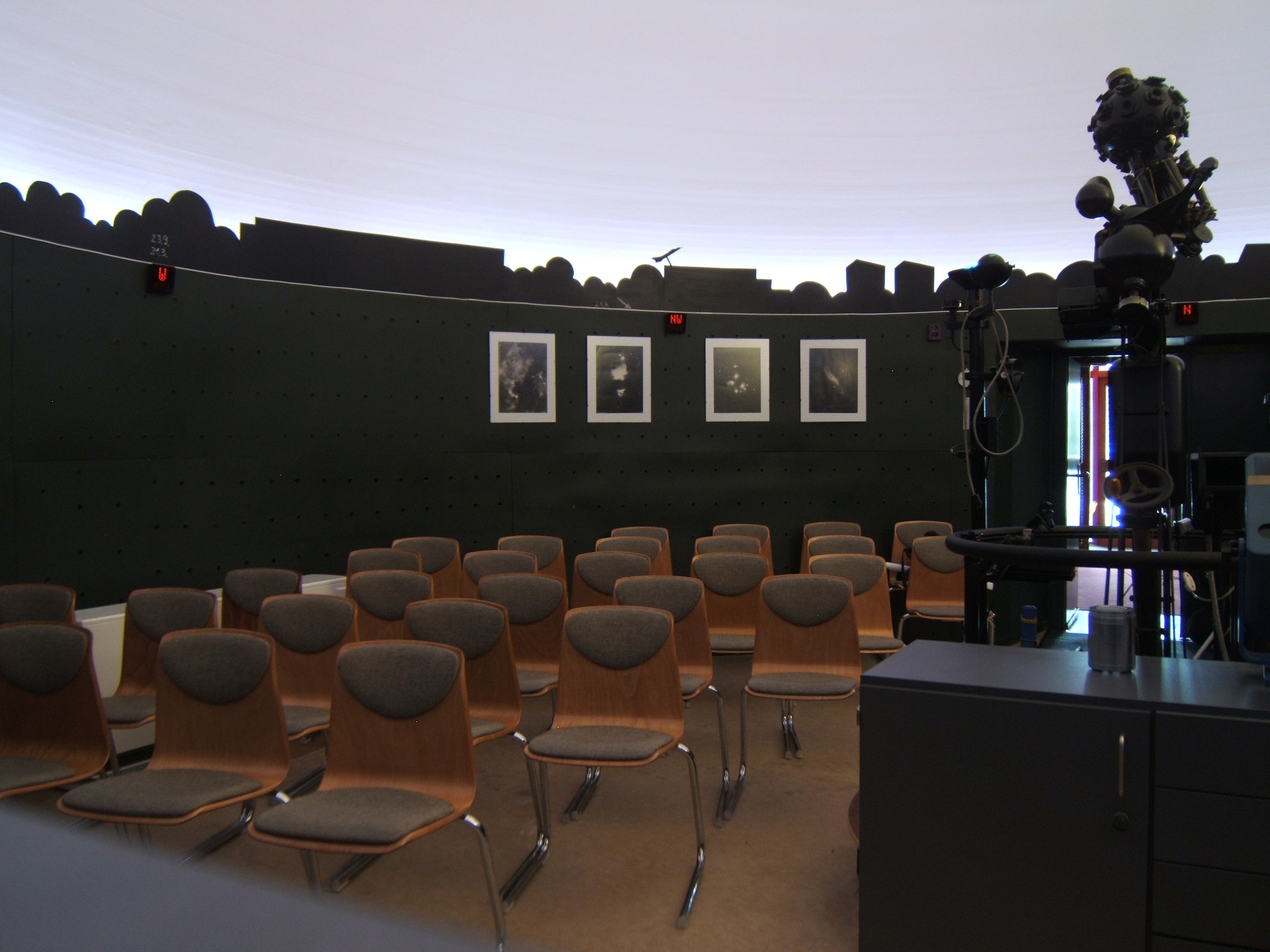
Innenansicht mit Zeiss ZKP-1-Projektor

Das Planetarium Merseburg befindet sich im Zentrum eines 26 m durchmessenden Rundbaus am Vorderen Gotthardteich der Stadt Merseburg.

## Geschichte
Das Planetarium Merseburg wurde am 7. Oktober 1969 eröffnet. Bis zur Wende befand sich im äußeren Gebäudering eine Kosmos-Eisbar, seit 1992 wurde daraus ein asiatisches Restaurant. Das Planetarium ist ein Ort der astronomischen Schul- und Volksbildung. Während der Schulunterricht im Fach Astronomie durchgängig lief, wurden über einen längeren Zeitraum keine Angebote mehr für die Öffentlichkeit gemacht.
Am 5. Dezember 2008 wurde der Betrieb für die Öffentlichkeit wieder aufgenommen und es finden neben dem Schulunterricht wieder regelmäßige öffentliche Sternenhimmelvorführungen, Vorträge und kulturelle Angebote statt. Das Planetarium wird von der Stadt Merseburg betrieben. Die astronomische Arbeit führt der Verein „Sternfreunde Planetarium Merseburg e.V.“ durch. Die Einrichtung wurde 2012 baulich modernisiert. Seit dem Einbau einer Fulldome-Anlage 2016 wird das Planetarium Merseburg mit den Untertiteln „Live-Planetarium, Wissenschaftstheater, Kreativraum“ zusätzlich benannt, um das fächerübergreifende Spektrum im Angebot sichtbar zu machen.

## Technische Ausstattung
Das Planetarium besitzt einen Kuppeldurchmesser von 8 m mit Raum für 50 Sitzplätze. Die Sternenprojektion erfolgt durch einen modernisierten ZEISS ZKP-1-Projektor, der die realistische Darstellung des nördlichen Sternhimmels in Vergangenheit, Gegenwart und Zukunft ermöglicht. Integriert sind weiterhin ZEISS-Spezialprojektoren für das Sonnensystem, Satelliten und Sternbilder. Licht-, Audio- und Videotechnik ergänzen die Ausstattung. Im August 2016 wurde eine Fulldome-Anlage für digitale dynamische Ganzkuppelprojektion installiert. Dafür wurde die traditionell mittig angeordnete Steuerkonsole des Sternenprojektors an die Seite des Saales verlegt.
In der Nähe des Planetariums sind eine begehbare Horizontalsonnenuhr, eine Äquatoriale Sonnenuhr und ein Suevit (Impaktgestein vom Nördlinger Ries) in die Grünanlage des vorderen Gotthardteiches integriert.